# 波洛溫尼基
49°48′47″N 27°18′55″E / 49.81306°N 27.31528°E
波洛溫尼基（烏克蘭語：Половинники）是位於烏克蘭西部的村莊，由赫梅利尼茨基州裡赫梅利尼茨基區的舊康斯坦丁尼夫市鎮負責管轄。該村面積0.9平方公里，海拔高度289米，2001年人口214，人口密度每平方公里244人。